# Kanton Rijsel-Oost
Rijsel-Oost (Frans: Lille-Est) is een voormalig kanton van het Franse Noorderdepartement. Het kanton maakte deel uit van het arrondissement Rijsel.
Het kanton omvatte uitsluitend een deel van de gemeente Rijsel (Lille Fives).
De plaats Hellemmes (Nederlands: Hellem) is geen volledig zelfstandige gemeente meer sinds 2000 en is onderdeel van de gemeente Rijsel, samen met Lomme (dat ingedeeld is bij het kanton Lomme). Beide plaatsen worden evengoed vaak nog gewoon geduid als een gemeente of deelgemeente, en ook vaak nog zo behandeld.